# Quốc kỳ Thổ Nhĩ Kỳ

Quốc kỳ Đế quốc Ottoman

Quốc kỳ của Thổ Nhĩ Kỳ (tiếng Thổ Nhĩ Kỳ: Türk bayrağı) có hình trăng lưỡi liềm và ngôi sao đều màu trắng trên nền đỏ.
Màu đỏ là màu được vua Umar I sử dụng, trong khoảng thời gian từ năm 634 đến 644 Công Nguyên và Umar I được cho là có công lớn nhất trong việc thống nhất đế quốc Hồi giáo này. Trong thế kỷ 14, màu đỏ đã trở thành màu cờ của đế quốc Ottoman. Trăng lưỡi liềm và ngôi sao là biểu tượng của người Thổ cũng như người Hồi Giáo nói chung thường sử dụng biểu tượng hình lưỡi liềm để đối lập với hình chữ thập của các nước Thiên Chúa giáo.
Quốc kỳ của Thổ Nhĩ Kỳ mang ý nghĩa là Thổ Nhĩ Kỳ thừa kế các truyền thống và sức mạnh của đế quốc Ottoman.

## Lịch sử
Thiết kế ngôi sao và trăng khuyết xuất hiện trên quốc kỳ Ottoman bắt đầu từ cuối thế kỷ 18 đến đầu thế kỷ 19. Việc sử dụng cờ ngôi sao và trăng khuyết trên nền đỏ của đế quốc Ottoman bắt nguồn từ cuộc canh tân Tanzimat năm 1844.